# GR-1
Il GR-1 (in cirillico: ГР-1; nome in codice NATO: SS-X-10 Scrag), anche noto come 8K713, è stato un missile balistico intercontinentale (ICBM) di fabbricazione sovietica sviluppato dall'OKB-1 nella prima metà degli anni sessanta per conto delle forze armate sovietiche in cui però non prestò mai servizio.
Progettato per competere nel programma sovietico di attacco nucleare orbitale (FOBS), secondo il quale avrebbe dovuto fungere da vettore per una testata nucleare da inserire in orbita terrestre, non riuscì ad avanzare oltre lo stato progettuale. 
Scalzato dall'R-36O, gli unici due prototipi realizzati di GR-1, derivato dal missile R-9, furono fatti sfilare sulla Piazza Rossa per depistare l'intelligence occidentale sull'effettivo vincitore del programma.

## Storia

### Sviluppo
Korolëv iniziò a lavorare sul progetto di un missile in grado di effettuare un bombardamento atomico orbitale il 15 marzo 1962, in seguito ad un'autorizzazione verbale del premier sovietico Nikita Sergeevič Chruščёv. Si trattava della risposta al requisito emesso l'anno precedente, secondo il quale si richiedeva lo sviluppo di un sistema che fosse in grado di trasportare una testata nucleare da minimo 1.500 kg, capace di rientrare nell'atmosfera terrestre dopo aver raggiunto una quota di 150 km. Lo scopo era quello di acquisire la capacità di colpire gli Stati Uniti da ogni direzione e senza possibilità di preavviso.
L'ingegnere sovietico elaborò un progetto a basso rischio tecnologico, che utilizzava soluzioni tecniche già implementate con successo su precedenti sistemi realizzati dal suo ufficio tecnico. In particolare, molto si doveva alle esperienze condotte sull'SS-8 Sasin.
Il progetto venne completato nel maggio del 1962, e lo sviluppo fu ufficialmente autorizzato il 24 settembre successivo. Per quella data, era già stato realizzato un modello in scala, ed i progetti definitivi erano già disponibili. Il primo volo era previsto per la seconda metà del 1963.
Tuttavia, numerosi problemi si registrarono per la messa a punto dei motori. Infatti parecchi ritardi ci furono per i Kuznetsov NK-9 del primo stadio: infatti, l'OKB-276 di Nikolaj Dmitrievič Kuznecov, per la fine dell'anno, non fu in grado di fornire i propulsori richiesti.
Complessivamente, vennero completati due esemplari, ed il sito di lancio LC-51 del cosmodromo di Baikonur venne modificato per ospitare i test. Tuttavia, nel marzo 1964, il progetto venne cancellato, così come l'UR-200 proposto da Vladimir Nikolaevič Čelomej: venne dichiarato vincitore una versione modificata dell'R-36 di Michail Jangel'.

### Epilogo
La cancellazione del programma relativo al GR-1 per l'ufficio tecnico di Korolëv ebbe conseguenze piuttosto gravi. Infatti, il progettista sovietico intendeva utilizzare, tra l'altro, l'8K713 come banco di prova per l'impianto propulsivo del vettore N1 del programma lunare sovietico. Il risultato fu che Korolëv fu costretto a testare l'apparato propulsivo direttamente sul grande razzo.
I vertici delle forze armate sovietiche, comunque, decisero di utilizzare i due missili realizzati dall'OKB-1 per depistare i servizi di intelligence occidentali. Il 9 maggio 1965, vennero portati in parata sulla Piazza Rossa, e spacciati per i vettori del sistema FOBS. La NATO gli conferì il nome in codice di Scrag. Tuttavia, gli occidentali ritennero erroneamente che si trattasse dello stesso missile di cui avevano osservato i voli a Bajkonur, e che avevano chiamato SS-10: in realtà, l'altro era l'UR-200 di Čelomej. Quindi, il missile fu chiamato SS-10 Scrag (nome che sarà poi dell'UR-200), ed identificato come FOBS (ruolo che in realtà era ricoperto dall'R-36O).
Questo missile, che non venne mai lanciato, ricevette dai detrattori di Korolëv il nomignolo di “ICBM Mosca-Leningrado”: questo perché l'unico percorso che l'8K713 aveva effettuato era stato, appunto, quello tra le due città, per effettuare le prove statiche.

## Descrizione tecnica
Il missile GR-1 era un sistema d'arma di grandi dimensioni, pesante al lancio 117.000 kg. La lunghezza era di 35,31 m, con un diametro di 2,68. La gittata massima prevista era nell'ordine dei 40.000 km, con una testata da 2,2 megatoni pesante 2.300 kg. Tale sistema conteneva parecchie soluzioni tecniche che erano già state utilizzate con successo su altri prodotti di Korolëv. Infatti:
- il primo stadio era ampiamente basato sui progetti del missile R-9M, una versione dell'R-9 (SS-8 Sasin per la NATO) che avrebbe dovuto essere equipaggiata con i nuovi motori Kuznetsov NK-9. I ritardi nello sviluppo di questo propulsore furono probabilmente tra i motivi che portarono alla cancellazione del missile.
- il secondo stadio era, in pratica, un adattamento del collaudato terzo stadio del lanciatore Sojuz (uno dei componenti della cosiddetta famiglia di lanciatori R-7), che viene ampiamente utilizzato nelle sue versioni più recenti ancora oggi.
- il terzo stadio costituiva un adattamento del quarto stadio del lanciatore Molniya, con un nuovo motore. Questo fu testato con successo.

Inoltre, era previsto che il nuovo missile utilizzasse gli stessi silos per il lancio dei Sasin.
La particolarità rispetto ai contemporanei modelli sovietici era che Korolëv decise di utilizzare dei motori con propellente liquido ossigeno/kerosene. Tuttavia, i vertici delle forze armate preferivano altri combustibili, che erano estremamente tossici ma si potevano stoccare in modo migliore.
Di questo missile ne vennero previste diverse versioni, incluse una come missile balistico convenzionale (con gittata sui 12.000 km) ed una anti-satellite. Quest'ultima fu sviluppato tra il 1961 ed il 1964 in competizione con l'OKB-52 di Čelomej, ed avrebbe dovuto essere in grado di trasportare una testata da 1.500 kg ad una quota di 150 km.